# 夫馬進
夫馬 進（ふま すすむ、1948年4月7日 - ）は、日本の歴史学者。京都大学名誉教授。専門は中国社会史。愛知県出身。

## 略歴
- 1971年 京都大学文学部史学科卒業
- 1973年 京都大学大学院文学研究科修士課程修了
- 1974年 京都大学大学院文学研究科博士課程退学、京都大学人文科学研究所助手
- 1979年4月 富山大学人文学部人文学科東洋史コース講師
- 1981年4月 富山大学人文学部人文学科東洋史コース助教授
- 1987年4月 京都大学文学部助教授
- 1995年3月 京都大学文学部教授（1996年4月、文学研究科教授）
- 1997年「中国善会善堂史研究」で京大博士（文学）。
- 2013年 京都大学を定年退任後、同大学名誉教授。

## 受賞歴
- 1999年、『中国善会善堂史研究』により恩賜賞・日本学士院賞受賞。

## 著書
- 『中国善会善堂史研究』同朋舎出版、1997年
- 『朝鮮燕行使と朝鮮通信使』名古屋大学出版会、2015年
- 『訟師の中国史　国家の鬼子と健訟』筑摩書房〈筑摩選書〉、2024年

### 編著・訳注
- 『使琉球録解題及び研究』榕樹書林、1999年
- 『中国明清地方档案の研究』京都大学大学院文学研究科東洋史研究室、2000年
- 『中国東アジア外交交流史の研究』京都大学学術出版会、2007年
- 洪大容『乾浄筆譚　朝鮮燕行使の北京筆談録』全2巻、平凡社東洋文庫、2016-2017年

## 論文
- >夫馬進